# Ville de Paris (Schiff, 1796)
Die Ville de Paris, auch HMS Ville de Paris, war ein nominell 110-Kanonen-Linienschiff 1. Klasse der britischen Marine, das von 1796 bis 1845 in Dienst stand.

## Allgemeines
Das Schiff war nach dem französischen Dreidecker Ville de Paris benannt, der in der Schlacht von Les Saintes 1782 die Flagge streichen musste. Bei der Überführung der eroberten Schiffe nach Europa geriet der Konvoi im September in einen Sturm und zwei britische und drei eroberte Linienschiffe, darunter auch die Ville de Paris, gingen verloren.
Die Ville de Paris wurde am 25. Mai 1788 bestellt, am 1. Juli 1789 auf Kiel gelegt und am 7. Juli 1795 in Chatham vom Stapel gelassen. Sie diente bis 1815 als Flaggschiff vieler Admirale. An großen Seeschlachten nahm sie nicht teil. Kurz nach ihrer Indienststellung wurde sie am Weihnachtstag 1796 vom britischen Dreidecker Formidable gerammt und beschädigt. 1797 folgte sie der Victory als Flaggschiff des Mittelmeergeschwaders.  Nach 1799 diente sie als Flaggschiff der Kanalflotte. Während dieser Zeit war sie Flaggschiff des Deckungsgeschwaders bei der Verteidigung von A Coruña in der so genannten Schlacht bei La Coruña von 1808/09. Admiral Collingwood starb 1810 an Bord der Ville de Paris, während sie vor der Station Mahon lag. 1824 wurde sie als Lazarettschiff zum Hafendienst abkommandiert und 1845 schließlich abgewrackt.
Die Ville de Paris war das erste 110-Kanonen-Schiff der Royal Navy und leitete eine neue Stufe der Größenentwicklung ein. Sie wurde erst 1804 von der Hibernia und dann 1808 von der Caledonia mit jeweils 120 Kanonen übertroffen. Die Hibernia wurde 1792 nach denselben Plänen wie die Ville de Paris in Plymouth auf Kiel gelegt. Während des Baus wurde sie aber mittschiffs um eine 11 ft (ca. 3,30 m) lange Sektion verlängert und bei ihrer Indienststellung 1804 als 120-Kanonen-Schiff klassifiziert. Sie erreichte damit eine neue Größendimension und soll eine sehr erfolgreiche Konstruktion gewesen sein. 1855 außer Dienst gestellt, wurde sie erst 1902 verkauft.

## Technische Beschreibung
Die Ville de Paris war als Batterieschiff mit drei durchgehenden Geschützdecks konzipiert und hatte eine Länge von 57,92 Metern (Geschützdeck), eine Breite von 16,17 Metern und einen Tiefgang von 6,72 Metern. Sie war ein Rahsegler mit drei Masten (Fockmast, Großmast und Kreuzmast), lediglich am Kreuzmast befand sich auf der untersten Position (Unterbesansegel) ein Gaffelsegel. Der Rumpf schloss im Heckbereich mit einem Heckspiegel, in den Galerien integriert waren, die in die seitlich angebrachten Seitengalerien mündeten.
Die Besatzung hatte eine Stärke von 837 Mann. Die Bewaffnung bestand bei Indienststellung aus 118 Geschützen.
|        | Unteres Batteriedeck    | Mittleres Batteriedeck  | Oberes Batteriedeck     | Backdeck                                         | Achterdeck                                        | Kanonen (Geschossgewicht) |
| ------ | ----------------------- | ----------------------- | ----------------------- | ------------------------------------------------ | ------------------------------------------------- | ------------------------- |
| Design | 30 × 32-Pfünder-Kanonen | 30 × 24-Pfünder-Kanonen | 32 × 18-Pfünder-Kanonen | 4 × 12-Pfünder-Kanonen 2 × 32-Pfünder-Karronaden | 14 × 12-Pfünder-Kanonen 6 × 24-Pfünder-Karronaden | 118 Geschütze (607,69 kg) |